# Burkhard Kramp
Burkhard Kramp (* 12. Oktober 1945 in Prebendow, Pommern) ist ein deutscher Arzt für Hals-Nasen-Ohren-Heilkunde (HNO). 
Nach Studium, Promotion und Habilitation an der Universität Rostock wurde er Oberarzt an der Klinik für Hals-Nasen-Ohrenheilkunde der Universität. 1992 wurde er Universitätsprofessor und stellvertretender Klinikdirektor. 2012 wurde Kramp emeritiert.